# Acilkarnitinska hidrolaza
Acilkarnitinska hidrolaza (EC 3.1.1.28, HACH, karnitin estarska hidrolaza, palmitoilkarnitinska hidrolaza, palmitoil-L-karnitinska hidrolaza, dugolančana acil-L-karnitinska hidrolaza, palmitoil karnitinska hidrolaza) je enzim sa sistematskim imenom O-acilkarnitin acilhidrolaza. Ovaj enzim katalizuje sledeću hemijsku reakciju
O-acilkarnitin + H2O {\displaystyle \rightleftharpoons } masna kiselina + L-karnitin
Ovaj enzim deluje na estre viših masnih kiselina (C6 do C18) i L-karnitin. Najaktivniji je na O-dekanoil-L-karnitinu.

## Literatura
- Nicholas C. Price; Lewis Stevens (1999). Fundamentals of Enzymology: The Cell and Molecular Biology of Catalytic Proteins (Third изд.). USA: Oxford University Press. ISBN 019850229X.
- Eric J. Toone (2006). Advances in Enzymology and Related Areas of Molecular Biology, Protein Evolution (Volume 75 изд.). Wiley-Interscience. ISBN 0471205036.
- Branden C; Tooze J. Introduction to Protein Structure. New York, NY: Garland Publishing. ISBN 0-8153-2305-0.
- Irwin H. Segel. Enzyme Kinetics: Behavior and Analysis of Rapid Equilibrium and Steady-State Enzyme Systems (Book 44 изд.). Wiley Classics Library. ISBN 0471303097.
- William P. Jencks (1987). Catalysis in Chemistry and Enzymology. Dover Publications. ISBN 0486654605.

## Spoljašnje veze
- Acylcarnitine+hydrolase на 